# Am-heh
Am-heh je bil manj pomemben staroegipčanski bog podzemlja. Njegovo ime pomeni »požiralec milijonov« ali »požiralec večnosti«. Upodabljali so ga kot moža z glavo lovskega psa, ki živi v ognjenem jezeru. Am-heha je lahko odgnal edino bog Atum.